# Aire d'attraction de Ham
L'aire d'attraction de Ham est une aire d'attraction des Hauts-de-France, centrée sur la ville de Ham.
Elle est un zonage d'étude défini par l'Insee pour caractériser l'influence de la commune de Ham sur les communes environnantes. Publiée en octobre 2020, elle se substitue à l'aire urbaine de Ham, dont le dernier zonage remontait à 2010.

## Définition
L’aire d'attraction d'une ville est composée d'un pôle, défini à partir de critères de population et d’emploi ainsi que d’une couronne constituée des communes dont au moins 15 % des actifs travaillent dans le pôle. Le pôle d’attraction constitue ainsi un point de convergence des déplacements domicile-travail,.

### Carte

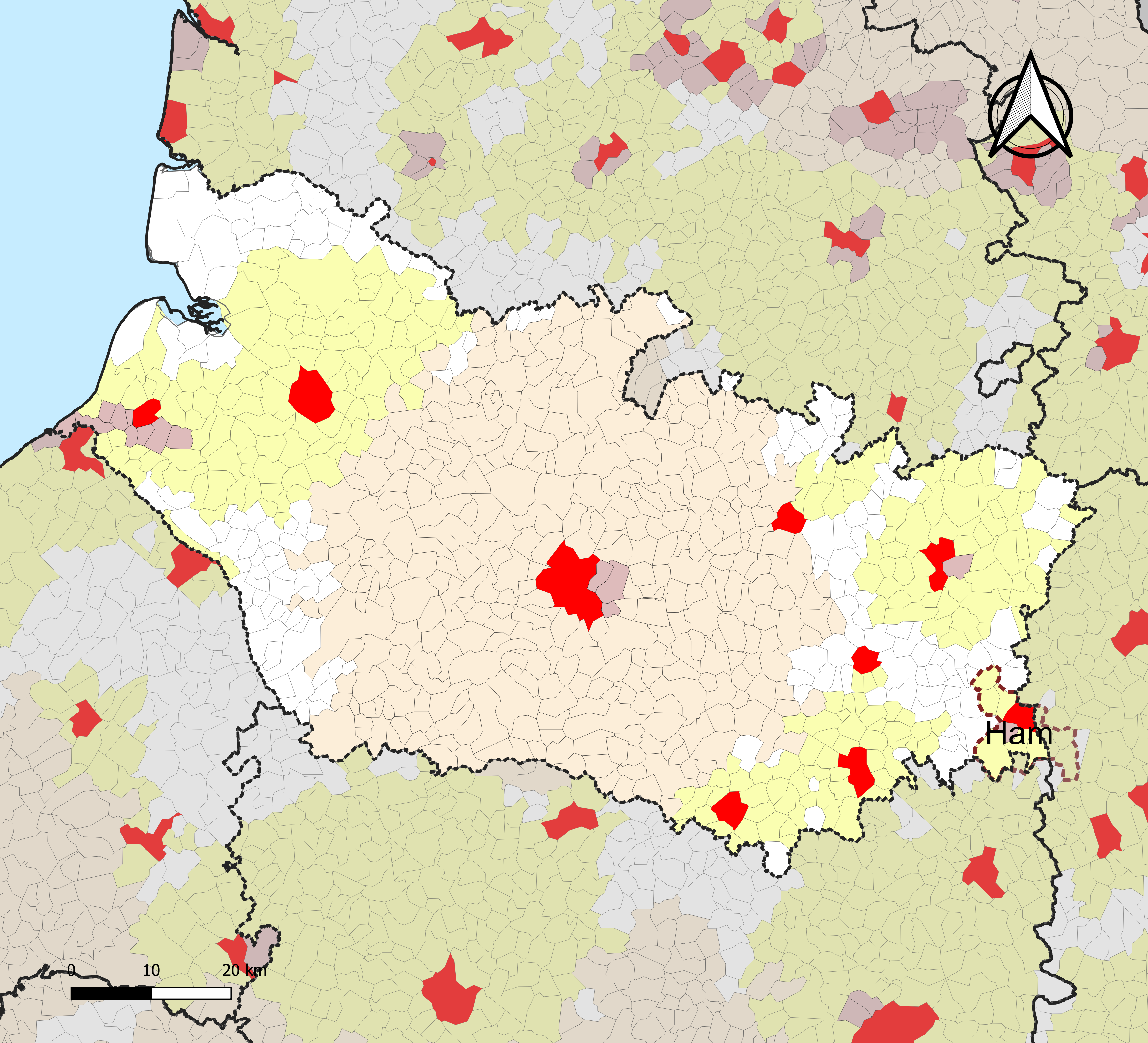
Carte de localisation l'aire d'attraction de Ham dans le département de la Somme.

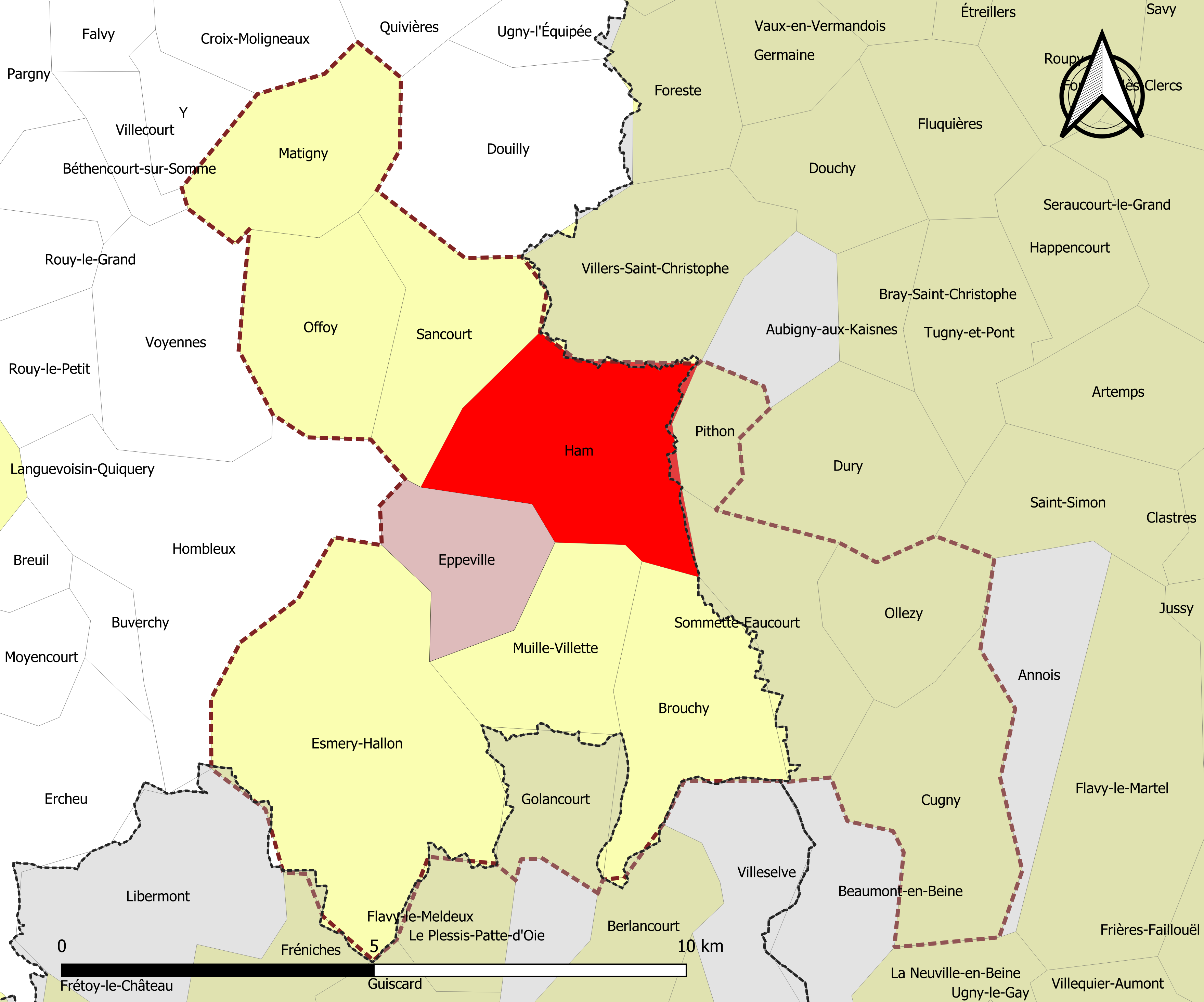
Carte de l'aire d'attraction de Ham.
Commune-centre
Commune du pôle principal
Commune de la couronne

## Type et composition
L'aire de Ham est une aire inter-départementale qui comporte 13 communes. Ham en est la commune-centre.
Elle est catégorisée dans les aires de moins de 50 000 habitants, une catégorie qui regroupe 10,9 % de la population des Hauts-de-France et 12,2 % au niveau national.

### Composition communale
Les 13 communes de l'aire attractive de Ham et leur population municipale en 2022 : 
| Nom                  | Code Insee | Département | Statut                    | Superficie (km2) | Population (dernière pop. légale) | Densité (hab./km2) | Modifier                                    |
| -------------------- | ---------- | ----------- | ------------------------- | ---------------- | --------------------------------- | ------------------ | ------------------------------------------- |
| Ham (commune-centre) | 80410      | Somme       | commune-centre            | 9,50             | 4 408 (2022)                      | 464                | modifier les données · modifier les données |
| Eppeville            | 80274      | Somme       | commune du pôle principal | 4,95             | 1 719 (2022)                      | 347                | modifier les données · modifier les données |
| Cugny                | 02246      | Aisne       | commune de la couronne    | 9,40             | 605 (2022)                        | 64                 | modifier les données · modifier les données |
| Ollezy               | 02570      | Aisne       | commune de la couronne    | 5,31             | 169 (2022)                        | 32                 | modifier les données · modifier les données |
| Pithon               | 02604      | Aisne       | commune de la couronne    | 2,44             | 78 (2022)                         | 32                 | modifier les données · modifier les données |
| Sommette-Eaucourt    | 02726      | Aisne       | commune de la couronne    | 6,28             | 177 (2022)                        | 28                 | modifier les données · modifier les données |
| Golancourt           | 60278      | Oise        | commune de la couronne    | 4,13             | 407 (2022)                        | 99                 | modifier les données · modifier les données |
| Brouchy              | 80144      | Somme       | commune de la couronne    | 8,07             | 482 (2022)                        | 60                 | modifier les données · modifier les données |
| Esmery-Hallon        | 80284      | Somme       | commune de la couronne    | 18,90            | 713 (2022)                        | 38                 | modifier les données · modifier les données |
| Matigny              | 80519      | Somme       | commune de la couronne    | 6,99             | 499 (2022)                        | 71                 | modifier les données · modifier les données |
| Muille-Villette      | 80579      | Somme       | commune de la couronne    | 6,53             | 790 (2022)                        | 121                | modifier les données · modifier les données |
| Offoy                | 80605      | Somme       | commune de la couronne    | 7,10             | 199 (2022)                        | 28                 | modifier les données · modifier les données |
| Sancourt             | 80726      | Somme       | commune de la couronne    | 7,20             | 268 (2022)                        | 37                 | modifier les données · modifier les données |